# Зеленский, Илларион Иович
Илларио́н Иович Зеленский  (1833—1891) — командир 34-го Севского пехотного полка (1869—1871), генерал-майор (1874), после выхода в отставку — гласный Полтавской городской думы, член правления Полтавского земельного банка, тайный советник.

## Биография
Из полтавских дворян, сын губернского секретаря.

### Военная служба
Образование получил в Полтавском кадетском корпусе, где за заслуги его имя было помещено на мраморную доску.
На службу поступил 7 августа 1851 года из фельдфебелей Дворянского полка в лейб-гвардии Егерский полк и в сентябре того же года был прикомандирован к штабу 5-й пехотной дивизии.
В 1853 году поступил в Академию генерального штаба, по окончании которой служил в штабе 1-й и 3-й пехотных дивизий.
В 1856 году назначен старшим адъютантом штаба 1-го армейского корпуса, а в 1858 году состоял в должности дивизионного квартирмейстера 1-й пехотной дивизии.
В 1862 году, в чине подполковника, Зеленский был прикомандирован к Министерству внутренних дел для надзора за постройкой православных храмов в Западном крае.
Получил звание полковника в 1865 году.
В 1868 году — начальник штаба 34-й пехотной дивизии, а в 1869 году командиром 34-го пехотного Севского полка.
20 апреля 1871 года уволен с военной службы в звании генерал-майора.

### Гражданская служба
Впоследствии был председателем Полтавской межевой палаты (1877—1884 годы), членом правления Полтавского земельного банка, гласным Полтавской городской думы и губернским гласным, а также состоял председателем попечительного совета Полтавской Мариинской женской гимназии.
В чин тайного советника Зеленский был произведён в 1883 году.
Скончался 16 ноября 1891 года в Полтаве.
После его смерти, 17 февраля 1894 года, собрание акционеров земельного банка учредило стипендию его имени в Полтавской женской гимназии, для чего ассигновало 5000 рублей.